# Apeadero de Sura-Padrão
El apeadero de Sura-Padrão, igualmente conocido como apeadero de Padrão, fue una plataforma ferroviaria del ramal de Matosinhos, situada en la ciudad de Matosinhos, en Portugal.

## Historia
El ramal de Matosinhos fue construido por los empresarios Dauderni & Duparchy en 1884, para transportar piedras desde las canteras de São Gens hasta los muelles del puerto de Leixões; en 1893, comenzaron los convoyes de pasajeros y mercancías, por la Compañía del Camino de Hierro de Porto a Póvoa y Famalicão.

### Cierre
El 30 de junio de 1965, fue cerrada la explotación ferroviaria en el ramal de Matosinhos.